# Campionato mondiale di motocross 1990
Il campionato mondiale di motocross del 1990, fu la trentaquattresima edizione, si disputò su 12 prove dal 22 aprile al 27 agosto 1990.
Al termine della stagione il belga Eric Geboers si è aggiudicato il titolo per la classe 500cc, l'italiano Alessandro Puzar si è aggiudicato la 250cc e lo statunitense Donny Schmit ha conquistato la classe 125cc.

## 500 cc

### Calendario
| Prova | Data      | Gran Premio                   | Località                 | Vincitore GP  |
| ----- | --------- | ----------------------------- | ------------------------ | ------------- |
| 1     | 1º aprile | Gran Premio dei Paesi Bassi   | Valkenswaard             | Billy Liles   |
| 2     | 29 aprile | Gran Premio di Svizzera       | Payerne                  | Billy Liles   |
| 3     | 6 maggio  | Gran Premio d'Austria         | Sittendorf               | Dave Thorpe   |
| 4     | 13 maggio | Gran Premio di Francia        | Brou                     | Jeff Leisk    |
| 5     | 10 giugno | Gran Premio di Finlandia      | Ruskeasanta              | Eric Geboers  |
| 6     | 24 giugno | Gran Premio d'Italia          | Cingoli                  | Eric Geboers  |
| 7     | 8 luglio  | Gran Premio di Gran Bretagna  | Hawkstone Park           | Eric Geboers  |
| 8     | 15 luglio | Gran Premio di Germania       | Goldbach                 | Jacky Martens |
| 9     | 29 luglio | Gran Premio di San Marino     | Pista della Baldasserona | Eric Geboers  |
| 10    | 5 agosto  | Gran Premio del Belgio        | Namur                    | Eric Geboers  |
| 11    | 12 agosto | Gran Premio del Lussemburgo   | Folkendange              | Jacky Martens |
| 12    | 26 agosto | Gran Premio degli Stati Uniti | Glen Helen               | Eric Geboers  |

### Classifica finale piloti
| Pos. | Pilota           | Moto     | Punti |
| ---- | ---------------- | -------- | ----- |
| 1    | Eric Geboers     | Honda    | 393   |
| 2    | Kurt Nicoll      | KTM      | 294   |
| 3    | Dirk Geukens     | Honda    | 247   |
| 4    | Jacky Martens    | KTM      | 240   |
| 5    | Dave Thorpe      | Kawasaki | 233   |
| 6    | Billy Liles      | Kawasaki | 156   |
| 7    | Kees Van der Ven | KTM      | 149   |
| 8    | Franco Rossi     | KTM      | 128   |
| 9    | Kurt Ljungqvist  | Honda    | 118   |
| 10   | Jeff Leisk       | Honda    | 111   |

## 250 cc

### Calendario
| Prova | Data      | Gran Premio                   | Localitàa     | Vincitore GP     |
| ----- | --------- | ----------------------------- | ------------- | ---------------- |
| 1     | 22 aprile | Gran Premio d'Austria         | Schwanenstadt | Alessandro Puzar |
| 2     | 29 aprile | Gran Premio d'Italia          | Maggiora      | Alessandro Puzar |
| 3     | 13 maggio | Gran Premio di Svezia         | Nyköping      | Alessandro Puzar |
| 4     | 20 maggio | Gran Premio di Finlandia      | Kuopio        | Alessandro Puzar |
| 5     | 27 maggio | Gran Premio di Cecoslovacchia | Dalečín       | Dave Strijbos    |
| 6     | 10 giugno | Gran Premio dei Paesi Bassi   | Markelo       | Alessandro Puzar |
| 7     | 17 giugno | Gran Premio di Francia        | Gimont        | Alessandro Puzar |
| 8     | 24 giugno | Gran Premio del Belgio        | Lommel        | Pekka Vehkonen   |
| 9     | 2 luglio  | Gran Premio di Svizzera       | Rothenthurm   | Trampas Parker   |
| 10    | 15 luglio | Gran Premio degli Stati Uniti | Unadilla      | Jeff Stanton     |
| 11    | 22 luglio | Gran Premio del Venezuela     | Maracay       | Pekka Vehkonen   |
| 12    | 27 agosto | Gran Premio di Germania       | Bielstein     | Alessandro Puzar |

### Classifica finale piloti
| Pos. | Pilota            | Moto     | Punti |
| ---- | ----------------- | -------- | ----- |
| 1    | Alessandro Puzar  | Suzuki   | 362   |
| 2    | Pekka Vehkonen    | Yamaha   | 256   |
| 3    | John Van Den Berk | Suzuki   | 246   |
| 4    | Michele Fanton    | Suzuki   | 194   |
| 5    | Dave Strijbos     | Kawasaki | 179   |
| 6    | Marnicq Bervoets  | Kawasaki | 146   |
| 7    | Trampas Parker    | KTM      | 142   |
| 8    | Rob Herring       | Suzuki   | 140   |
| 9    | James Dobb        | Honda    | 135   |
| 10   | Peter Dirkx       | Honda    | 121   |

## 125 cc

### Calendario
| Prova | Data      | Gran Premio                   | Località        | Vincitore GP   |
| ----- | --------- | ----------------------------- | --------------- | -------------- |
| 1     | 22 aprile | Gran Premio d'Italia          | Montevarchi     | Donny Schmit   |
| 2     | 6 maggio  | Gran Premio dei Paesi Bassi   | Halle           | Pedro Tragter  |
| 3     | 20 maggio | Gran Premio di Cecoslovacchia | Holice          | Alex Bartolini |
| 4     | 10 giugno | Gran Premio di Francia        | Ernée           | Donny Schmit   |
| 5     | 17 giugno | Gran Premio di Germania       | Laubus Esbach   | Bob Moore      |
| 6     | 24 giugno | Gran Premio di Gran Bretagna  | Hatherton       | Alan Morrison  |
| 7     | 1º luglio | Gran Premio d'Irlanda         | Killinchy       | Bob Moore      |
| 8     | 29 luglio | Gran Premio di Svizzera       | Wohlen bei Bern | Donny Schmit   |
| 9     | 5 agosto  | Gran Premio del Portogallo    | Águeda          | Donny Schmit   |

### Classifica finale piloti
| Pos. | Pilota         | Moto     | Punti |
| ---- | -------------- | -------- | ----- |
| 1    | Donny Schmit   | Suzuki   | 377   |
| 2    | Bob Moore      | KTM      | 368   |
| 3    | Stefan Everts  | Suzuki   | 259   |
| 4    | Alex Bartolini | Honda    | 198   |
| 5    | Mike Healey    | KTM      | 172   |
| 6    | Tallon Vohland | Suzuki   | 163   |
| 7    | Pedro Tragter  | Suzuki   | 158   |
| 8    | Yves Demaria   | Yamaha   | 155   |
| 9    | Bader Manneh   | Kawasaki | 155   |
| 10   | Alan Morrison  | Honda    | 155   |